# Кокон, Янник
Янник Кокон (фр. Yannick Kocon; род. 20 августа 1986 года в Эври, Франция) — французский фигурист, выступавший в парном катании с Николь Делла Моникой за Италию. С ней он двукратный чемпион страны.

## Карьера
Ранее, до объединения в пару с Делла Моникой в 2007 году, Янник Кокон выступал в одиночном катании за Францию. Был участником чемпионата мира среди юниоров 2006 года и занял там 19-е место.
В середине сезона 2010—2011 пара, пропустившая национальный чемпионат 2011 года, распалась из-за хронической травмы у Николь. Правда, впоследствии Николь встала в пару с другим фигуристом и стала с ним чемпионкой Италии.
Яник, полностью пропустив сезон 2011—2012, встал в пару с российской фигуристкой Любовью Илюшечкиной. Выступать пара была намерена за Францию. Однако что-то не сложилось и Илюшечкина уехала в Канаду; Яник завершил спортивную карьеру.

## Спортивные достижения

### В парном катании
(С Н.Делла Моникой)
| Соревнования                   | 2007—2008 | 2008—2009 | 2009—2010 | 2010—2011 |
| ------------------------------ | --------- | --------- | --------- | --------- |
| Зимние Олимпийские игры        |           |           | 12        |           |
| Чемпионаты мира                |           | 18        |           |           |
| Чемпионаты Европы              |           | 6         | 6         |           |
| Чемпионаты мира среди юниоров  | 14        |           |           |           |
| Чемпионаты Италии              | 1J.       | 1         | 1         |           |
| Этапы Гран-при: Cup of China   |           |           |           | 6         |
| Этапы Гран-при: Rostelecom Cup |           |           | 5         |           |
| Coupe de Nice                  |           |           |           | 2         |
| Золотой конёк Загреба          |           | 2         |           | WD        |
| NRW Trophy                     |           | 1         | 1         |           |

- J = юниорский уровень
- WD — снялись с соревнований

### В одиночном катание
| Соревнования/Сезон                                    | 2002—2003 | 2003—2004 | 2004—2005 | 2005—2006 | 2006—2007 |
| ----------------------------------------------------- | --------- | --------- | --------- | --------- | --------- |
| Международный Кубок Ниццы                             |           |           |           |           | 5         |
| Чемпионаты мира (юниоры)                              |           |           |           | 19        |           |
| Этапы юниорского Гран-при: Андорра                    |           |           |           | 8         |           |
| Этапы юниорского Гран-при: Румыния                    |           |           | 9         |           |           |
| Этапы юниорского Гран-при: Словакия                   |           |           |           | 8         |           |
| Этапы юниорского Гран-при: Украина                    |           |           | 12        |           |           |
| Чемпионаты Франции                                    |           | 13        | 8         | 9         | 13        |
| Первенство Франции по фигурному катанию среди юниоров | 2         | 4         | 3         |           |           |